# حديقة زعبيل
حديقة زعبيل هي حديقة عامة تقع في منطقة زعبيل في دبي في الإمارات العربية المتحدة. يحدها طريق الشيخ راشد من الشمال، وطريق الشيخ خليفة بن زايد من الشمال الغربي، بينما يقطع طريق الشيخ زايد جنوبها. وتنقسم الحديقة إلى العديد من القطاعات المتصلة بجسور المشاة، وقطار داخلي، وهناك بوابات مداخل متعددة للحديقة.

## الخلفية
تم افتتاح الحديقة للجمهور في ديسمبر 2005، في حفل افتتاح من قبل الشيخ حمدان بن راشد آل مكتوم. تبلغ مساحة حديقة زعبيل 47.5 هكتارًا (117.375 فدانًا)، أي حوالي 45 ملعبًا لكرة القدم. يمكن أن تستوعب سعة موقف السيارات 2300 مركبة.
تتميز حديقة زعبيل بمساحاتها الخضراء الواسعة التي تضم عدداً كبيراً من الأشجار، بالإضافة لمرافقها المتنوعة، حيث تضم الحديقة ملعباً للكريكيت، وملاعب متنوعة لكرة السلة والقدم وكرة المضرب، كما تحتوي على بحيرة ومسرح ومسار للرياضة وأجهزة رياضية وأماكن مختلفة مخصصة للأطفال وأماكن للشواء، وغيرها من المرافق المعدة لخدمة الزوار.
وقد وصل عدد زوار حديقة زعبيل إلى 430 ألف زائراً خلال النصف الأول من 2023

## برواز دبي
المقالة الرئيسية برواز دبي

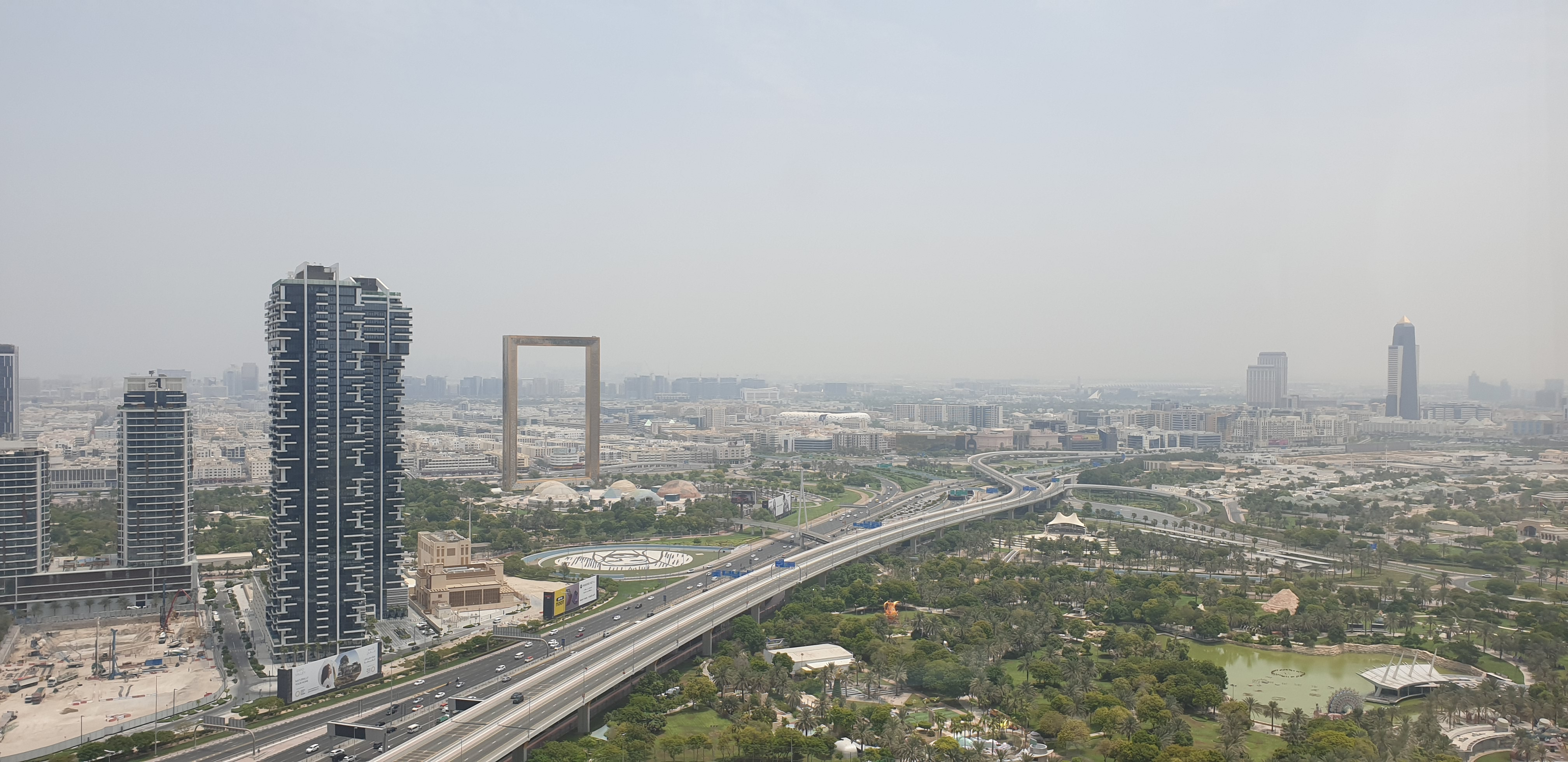
برواز دبي في حديقة زعبيل

يقع برواز دبي في حديقة زعبيل وهو يعتبر من أهم المعالم السياحية في مدينة دبي حيث تم افتتاحه في العام 2018 بارتفاع 150 متراً وعرض 95 متراً وبمساحة تبلغ 7145 متراً مربعاً، ويعتبر برواز دبي وجهة ثقافية ترفيهية بفس الوقت فهو يسلط الضوء على تاريخ دولة الإمارات العربية المتحدة وتطورها المتسارع من خلال مجموعة من المؤثرات السمعية والبصرية والحسّية الموجودة داخله ، ويحتوي على منصة في أعلى البرواز تتميز باطلالة على كل من دبي القديمة ودبي الحديثة وممر زجاجي مضيء في الجسر المعلق.

## جاردن غلو
تم افتتاحها في العام 2015 وهي حديقة متوهجة تعتمد على التقنيات الحديثة عن طريق اضاءة مجسمات ومعالم الحديقة بأقل قدر ممكن من الطاقة تحقيقاً لمعايير الاستدامة. وتمتد الحديقة على مساحة 160 ألف متر مربع، وتضم مجسماً لجامع الشيخ زايد الكبير مُصنّع من صحون وأكواب من الخزف، كما تستضيف الحديقة العديد من الفعاليات الخاصة بالأطفال، من خلال مجموعة من الأقسام الموجودة فيها مثل:
- الحديقة السحرية
- الحديقة الثلجية
- حديقة الديناصورات

و تضم بحيرة حديقة زعبيل مجموعة من القوارب حيث يمكن للزوار استئجارها والقيام بنزهة في البحيرة لفترة زمنية محددة.

## معرض الصور

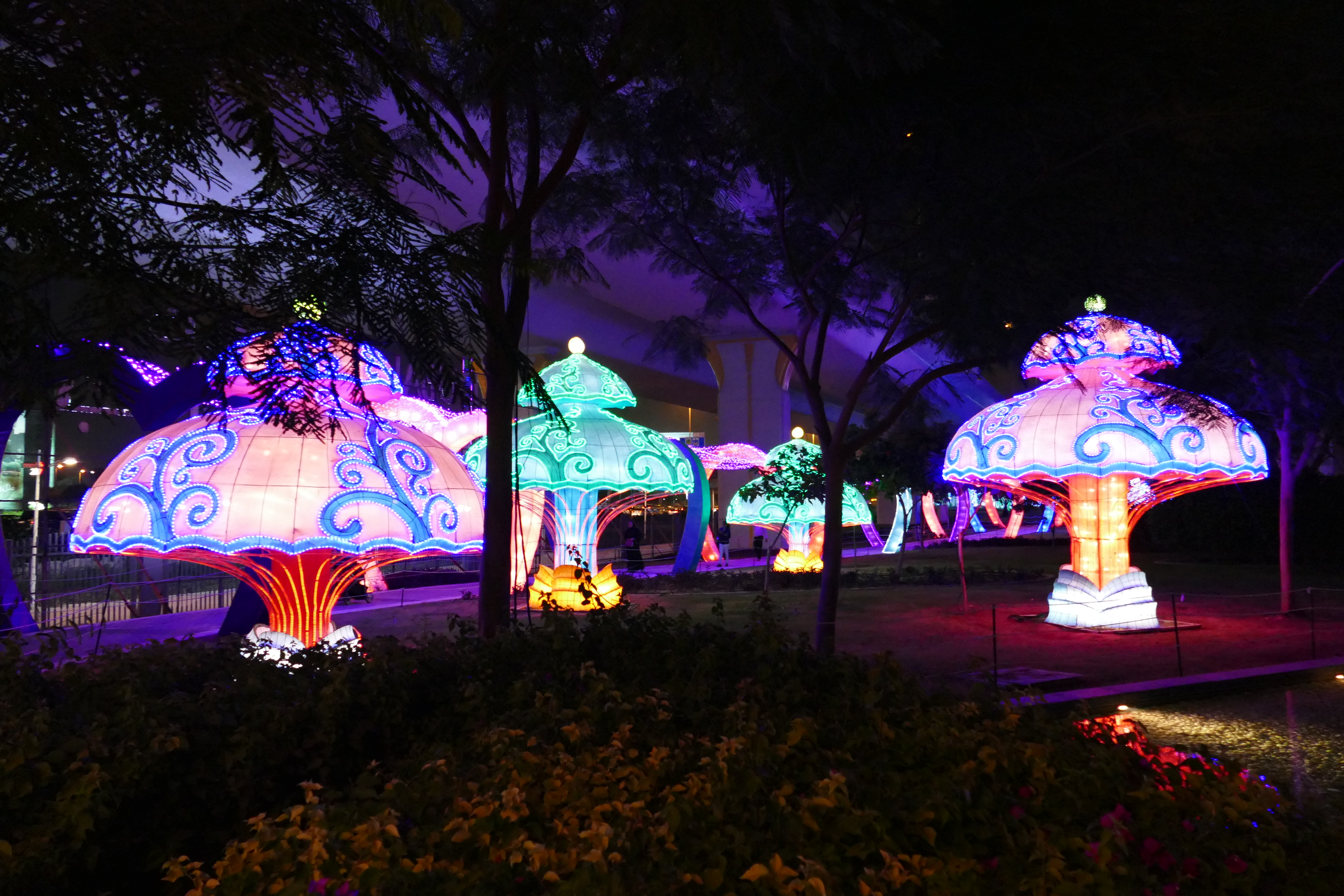
جاردن غلو
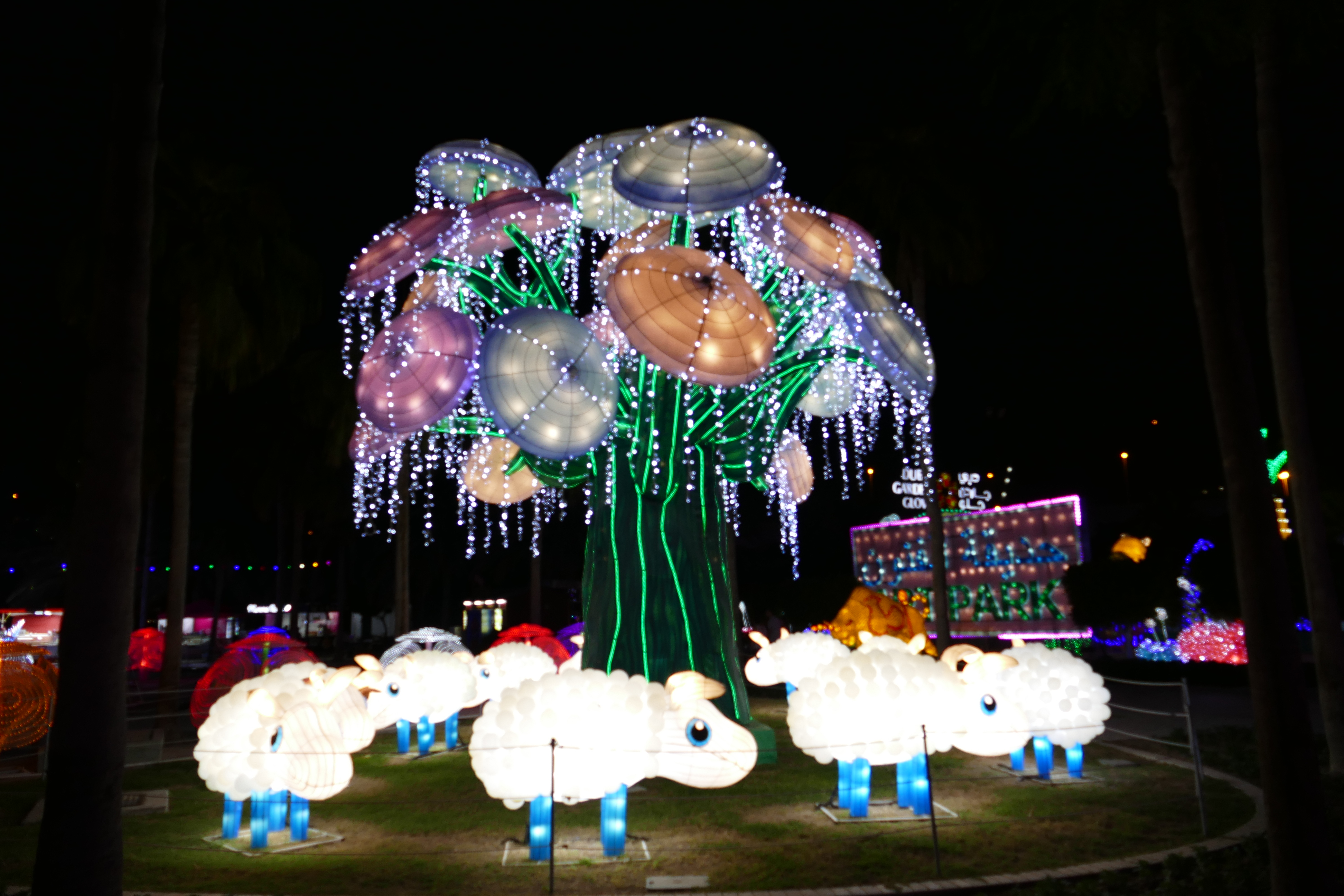
جاردن غلو
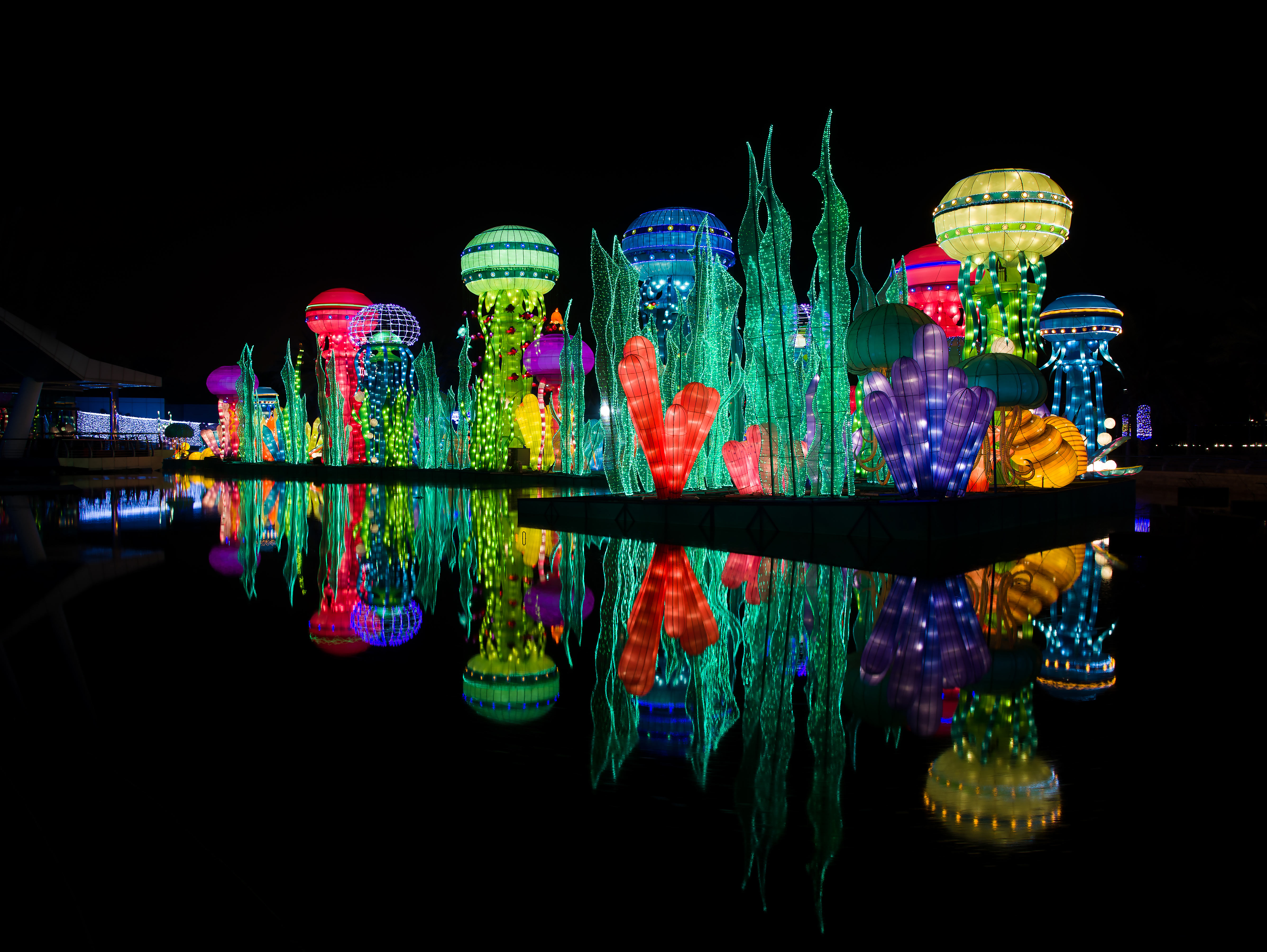
جاردن غلو
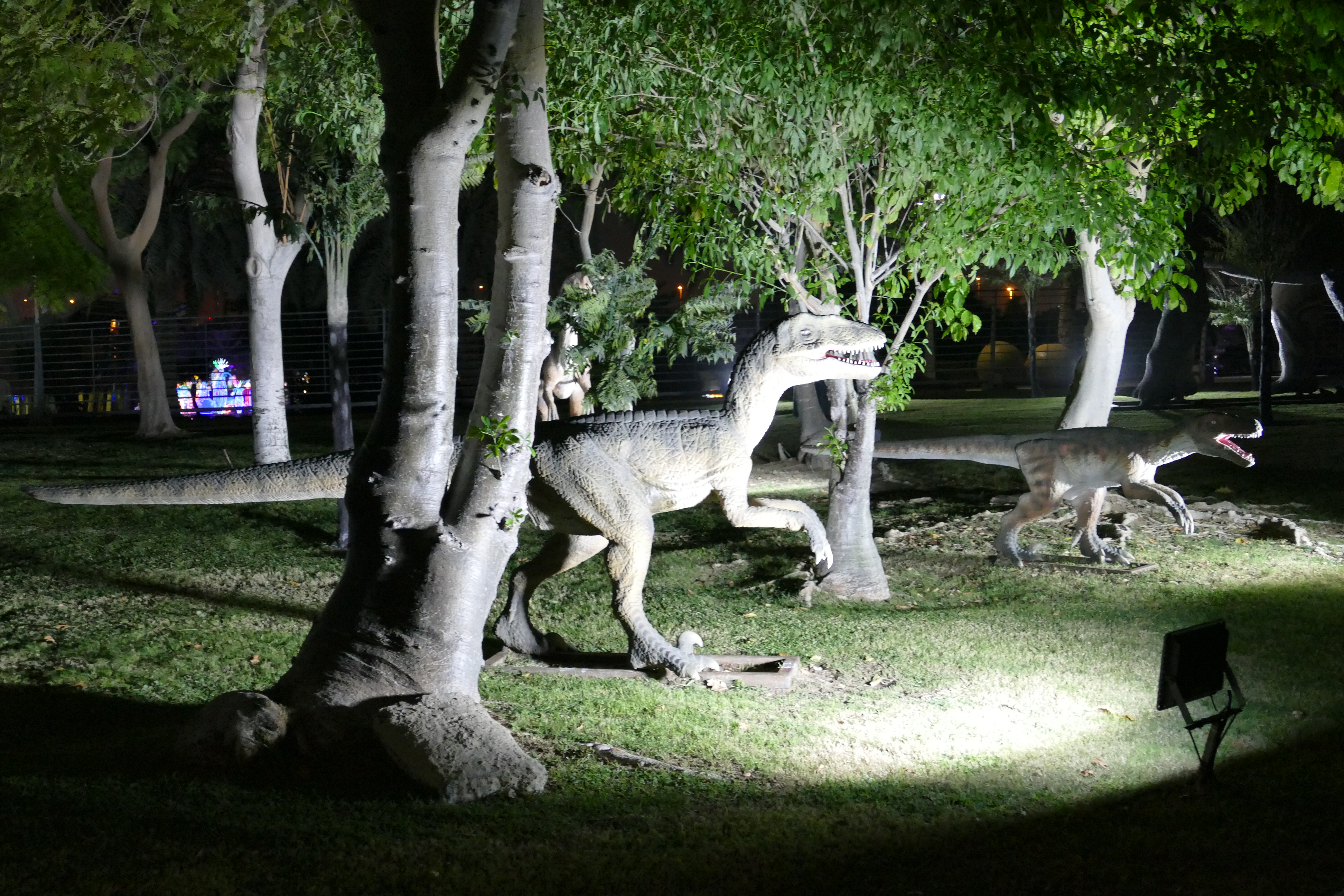
حديقة الديناصورات في جاردن غلو

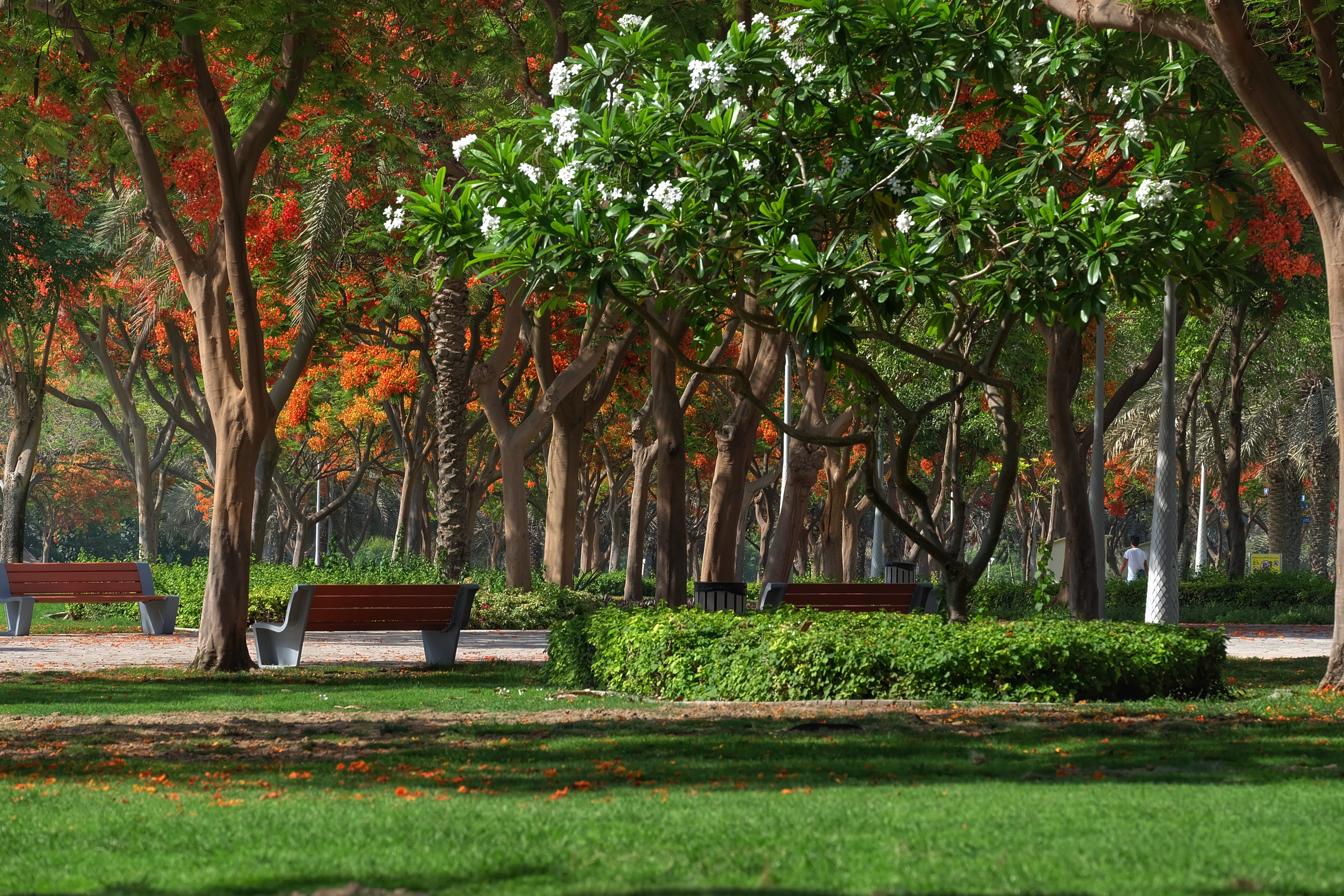
حديقة زعبيل
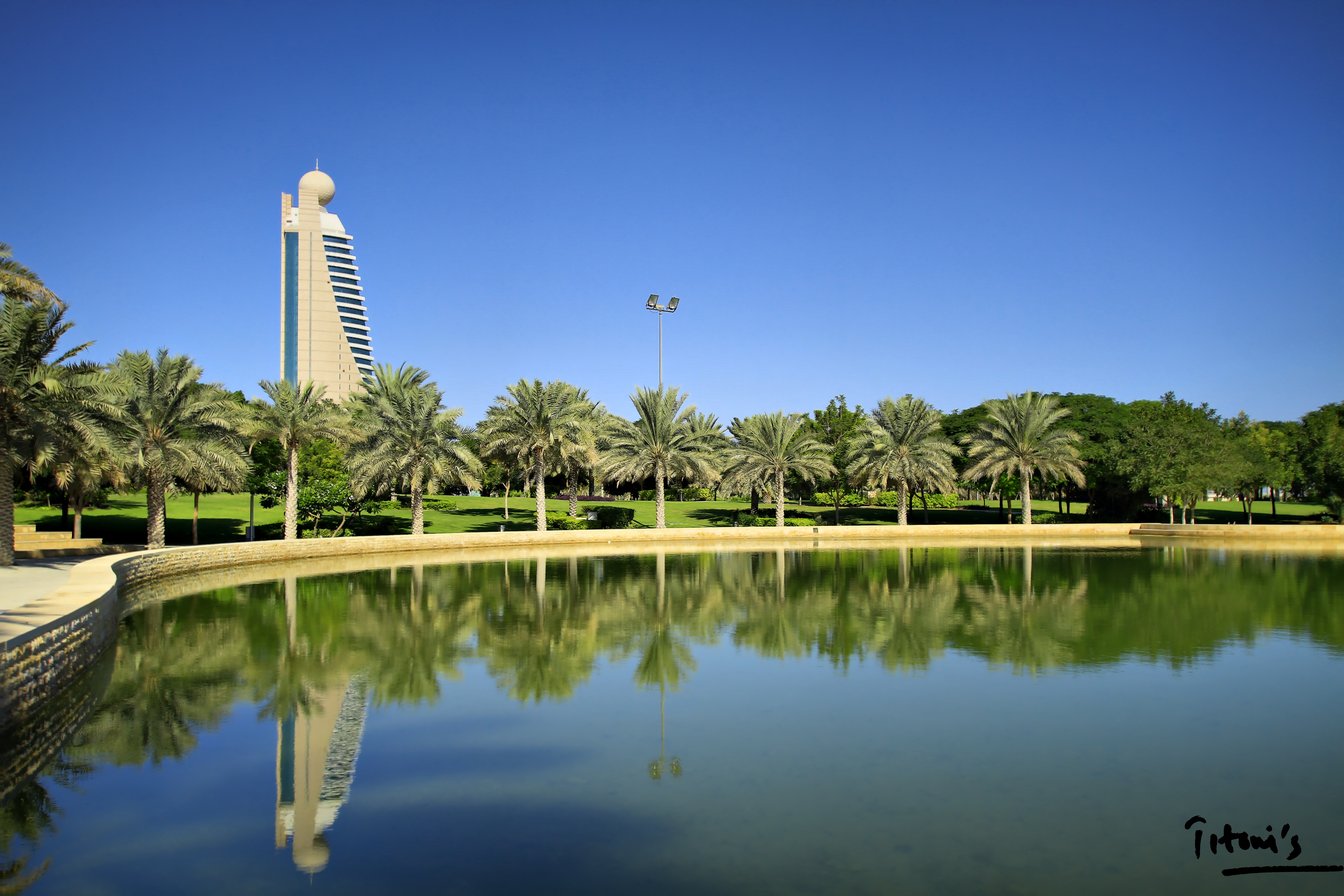
حديقة زعبيل
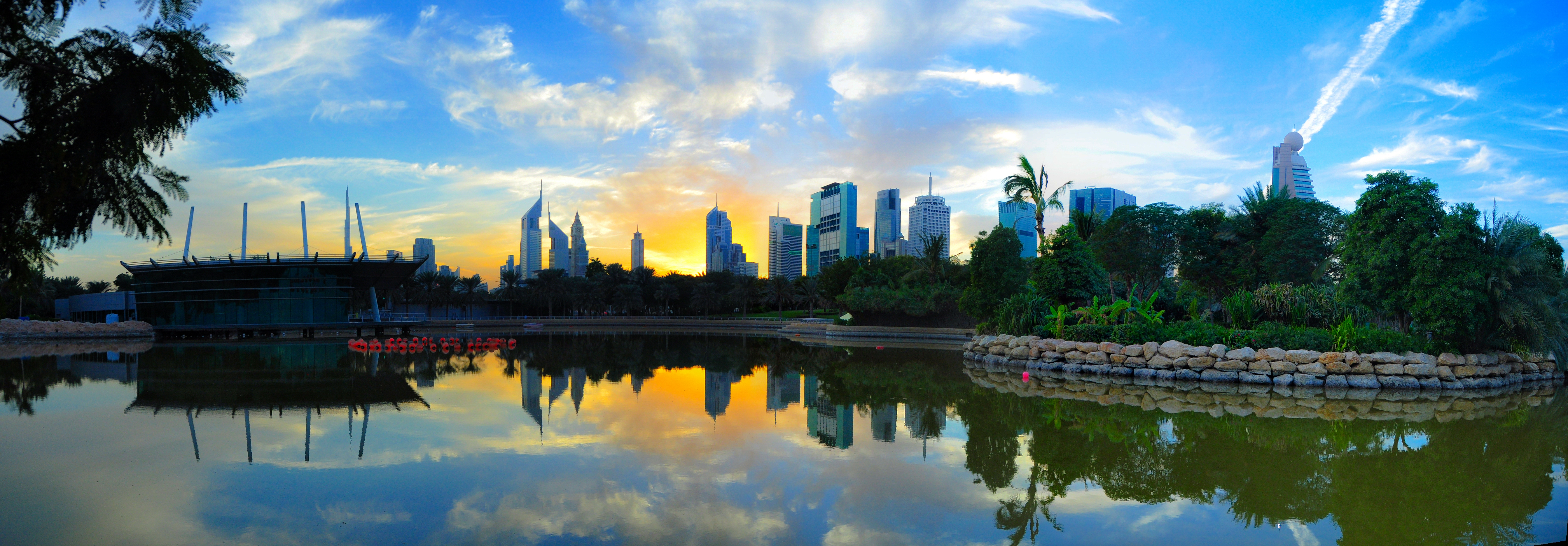
منظر دبي من حديقة زعبيل
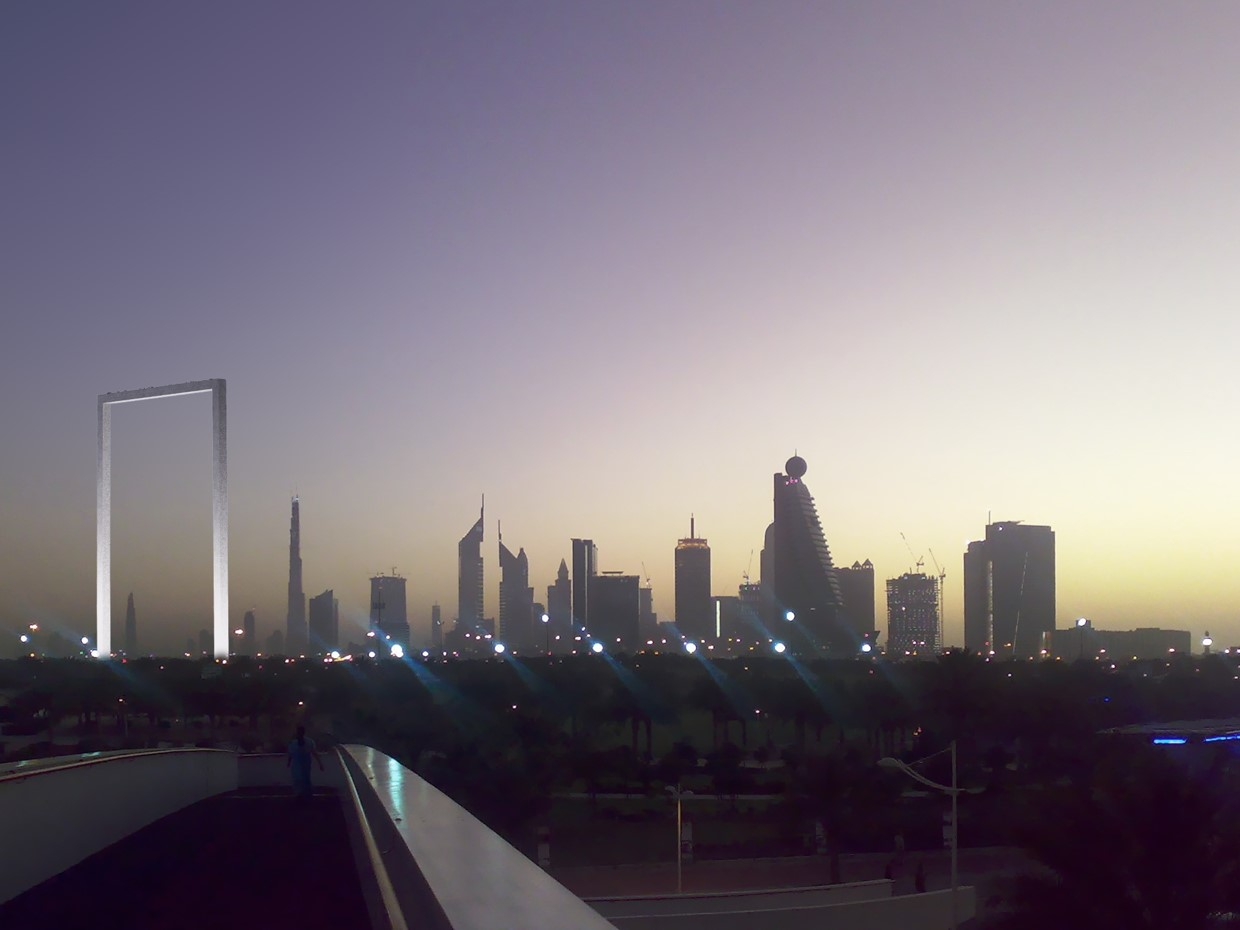
برواز دبي في المساء